# 中西有希人
中西 有希人（なかにし ゆきひと、1977年12月13日 - ）は、京都府京都市出身の元プロ野球選手（投手）。

## 来歴・人物
東山高では2年秋の府大会優勝で近畿大会へ進むが初戦完投するも敗退。3年春は1年後輩の吉崎勝との2本柱で府大会準優勝。夏は南京都高の斉藤和巳に投げ勝ちベスト4、1995年ドラフト7位で日本ハムファイターズに入団したが、一度も一軍で登板すること無く、2000年に戦力外通告を受け、引退した。

## 詳細情報

### 年度別投手成績
- 一軍公式戦出場なし

### 背番号
- 56 （1996年 - 2000年）